# 磯辺絵梨子
磯辺 絵梨子（いそべ えりこ、1977年8月23日 - ）は、元女子バレーボール選手である。

## 来歴
東京都足立区出身。共栄学園高等学校時代は温水麻子とツーセッターを組み、1995年の第26回春の高校バレーで優勝。
1996年、ユニチカ・フェニックスに入団。長くチームを支えた中西千枝子の後釜として中西本人から指導を受け、翌年からレギュラーとしてプレーする。1998年にはバレーボール世界選手権の日本代表メンバーに選出される。
2000年にユニチカ・フェニックスの休部に伴い、全体移籍という形で東レアローズに移籍したが、2001年に現役を引退した。本人いわく以前から膝の故障に苦しんでおり、頑張っても現状維持が精一杯であったとのことである。

## 所属チーム
- 共栄学園高等学校
- ユニチカ・フェニックス（1996-2000年）
- 東レアローズ（2000-2001年）